# Jason Garrison
Pour les articles homonymes, voir Garrison.
Jason Garrison (né le 13 novembre 1984 à White Rock, dans la province de la Colombie-Britannique au Canada) est un joueur professionnel canadien de hockey sur glace.

## Carrière de joueur

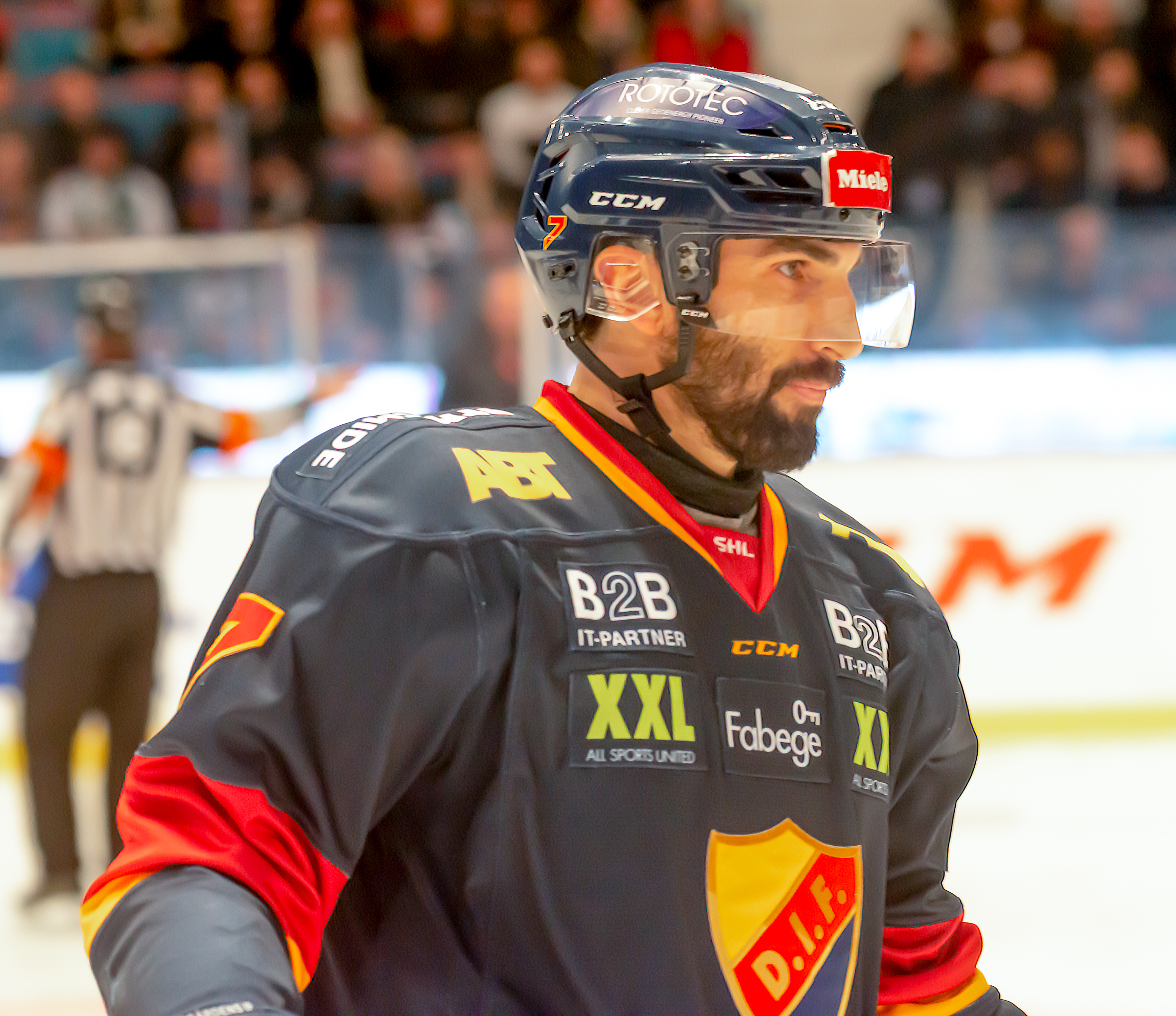
Jason Garisson durant un match

Il a joué trois saisons dans les rangs universitaires aux États-Unis avant de signer un premier contrat professionnel le 2 avril 2008 avec les Panthers de la Floride. Il passe professionnel lors de la saison 2008-2009 avec les Americans de Rochester, club ferme des Panthers dans la Ligue américaine de hockey. Le 25 octobre 2008, il joue son premier match dans la Ligue nationale de hockey chez les Blues de Saint-Louis. Il y marque son premier but le 3 mars 2010 face aux Flyers de Philadelphie. Le 27 juin 2014, il est échangé au Lightning de Tampa Bay en compagnie de Jeff Costello et d'un choix de 7e tour du repêchage d'entrée dans la LNH 2015 contre un choix de 3e ronde au repêchage d'entrée dans la LNH 2014.
Le 21 juin 2017, il est récupéré du Lightning par les Golden Knights de Vegas lors du repêchage d'expansion de la LNH 2017.
Le 2 octobre 2018, il signe un contrat de 1 an avec les Oilers d'Edmonton.
Le 30 décembre 2018, il est échangé aux Blackhawks de Chicago avec Drake Caggiula en retour des défenseurs Brandon Manning et Robin Norell . En janvier 2019, il est placé au ballotage et part en Europe, où il signe un contrat avec la ligue suédoise. 

## Statistiques
| Saison     | Équipe                       | Ligue      |     | Saison régulière | Saison régulière | Saison régulière | Saison régulière | Saison régulière |   | Séries éliminatoires | Séries éliminatoires | Séries éliminatoires | Séries éliminatoires | Séries éliminatoires |
| Saison     | Équipe                       | Ligue      | PJ  | B                | A                | Pts              | Pun              | PJ               | B | A                    | Pts                  | Pun                  |                      |                      |
| 2003-2004  | Clippers de Nanaimo          | LHCB       | 52  | 7                | 20               | 27               | 31               | 24               | 3 | 10                   | 13                   | 12                   |                      |                      |
| 2004-2005  | Clippers de Nanaimo          | LHCB       | 57  | 22               | 40               | 62               | 42               | -                | - | -                    | -                    | -                    |                      |                      |
| 2005-2006  | Bulldogs de Minnesota-Duluth | NCAA       | 40  | 3                | 9                | 12               | 26               | -                | - | -                    | -                    | -                    |                      |                      |
| 2006-2007  | Bulldogs de Minnesota-Duluth | NCAA       | 21  | 1                | 2                | 3                | 16               | -                | - | -                    | -                    | -                    |                      |                      |
| 2007-2008  | Bulldogs de Minnesota-Duluth | NCAA       | 26  | 5                | 9                | 14               | 26               | -                | - | -                    | -                    | -                    |                      |                      |
| 2008-2009  | Americans de Rochester       | LAH        | 75  | 8                | 27               | 35               | 68               | -                | - | -                    | -                    | -                    |                      |                      |
| 2008-2009  | Panthers de la Floride       | LNH        | 1   | 0                | 0                | 0                | 0                | -                | - | -                    | -                    | -                    |                      |                      |
| 2009-2010  | Americans de Rochester       | LAH        | 38  | 3                | 16               | 19               | 33               | 7                | 2 | 7                    | 9                    | 0                    |                      |                      |
| 2009-2010  | Panthers de la Floride       | LNH        | 39  | 2                | 6                | 8                | 23               | -                | - | -                    | -                    | -                    |                      |                      |
| 2010-2011  | Panthers de la Floride       | LNH        | 73  | 5                | 13               | 18               | 26               | -                | - | -                    | -                    | -                    |                      |                      |
| 2011-2012  | Panthers de la Floride       | LNH        | 77  | 16               | 17               | 33               | 32               | 4                | 1 | 2                    | 3                    | 0                    |                      |                      |
| 2012-2013  | Canucks de Vancouver         | LNH        | 47  | 8                | 8                | 16               | 28               | 4                | 0 | 0                    | 0                    | 2                    |                      |                      |
| 2013-2014  | Canucks de Vancouver         | LNH        | 81  | 7                | 26               | 33               | 57               | -                | - | -                    | -                    | -                    |                      |                      |
| 2014-2015  | Lightning de Tampa Bay       | LNH        | 70  | 4                | 26               | 30               | 19               | 23               | 2 | 5                    | 7                    | 8                    |                      |                      |
| 2015-2016  | Lightning de Tampa Bay       | LNH        | 72  | 5                | 6                | 11               | 18               | 17               | 1 | 6                    | 7                    | 12                   |                      |                      |
| 2016-2017  | Lightning de Tampa Bay       | LNH        | 70  | 1                | 8                | 9                | 14               | -                | - | -                    | -                    | -                    |                      |                      |
| 2017-2018  | Golden Knights de Vegas      | LNH        | 8   | 0                | 1                | 1                | 4                | -                | - | -                    | -                    | -                    |                      |                      |
| 2017-2018  | Wolves de Chicago            | LAH        | 58  | 8                | 20               | 28               | 26               | 3                | 0 | 2                    | 2                    | 0                    |                      |                      |
| 2018-2019  | Oilers d'Edmonton            | LNH        | 17  | 1                | 0                | 1                | 8                | -                | - | -                    | -                    | -                    |                      |                      |
| 2018-2019  | Djurgårdens IF               | SHL        | 20  | 4                | 6                | 10               | 4                | 19               | 0 | 6                    | 6                    | 10                   |                      |                      |
| 2019-2020  | Djurgårdens IF               | SHL        | 29  | 0                | 1                | 1                | 6                | -                | - | -                    | -                    | -                    |                      |                      |
| Totaux LNH | Totaux LNH                   | Totaux LNH | 538 | 48               | 111              | 159              | 221              | 48               | 4 | 13                   | 17                   | 22                   |                      |                      |

## Carrière internationale
Il représente les Canada au niveau international.
| Année | Compétition          |   | PJ | B | A | Pts | Pun      |  | Résultat |
| 2014  | Championnat du monde | 7 | 0  | 4 | 4 | 6   | 5e place |  |          |